# Distretto di Mi Perú
Il distretto di Mi Perú è uno dei sette distretti della provincia costituzionale di Callao (che coincide con l'omonima regione), in Perù. Istituito il 17 maggio  2014, si estende su una superficie di 2,47 chilometri quadrati.

Ha per capitale la città di Mi Perú e nel censimento del 2005 contava 51.522 abitanti.